# Владас Мікенас
Владас Мікенас (лит. Vladas Mikėnas; нар. 17 квітня 1910, Таллінн - 3 листопада 1992, Вільнюс) – литовський шахіст і шаховий суддя, гросмейстер від 1987 року.

## Шахова кар'єра
Народився в Естонії. Одним з його перших шахових успіхів була перемога на чемпіонат країни в 1930-х роках. Невдовзі увійшов до чільної когорти литовських шахістів, до якої належав упродовж наступних 40 років. 1933 року виграв свій перший титул чемпіона Литви, загалом (до 1968 року) вигравши цей титул. Між 1931 і 1939 роком п'ять разів представляв національну збірну на шахових олімпіадах (кожного разу, на 1-й шахівниці), набравши 48 очок у 87 партіях.
У 1940-1970-х роках десять разів брав участь у фіналі чемпіонату СРСР, найкращий результат показавши 1944 року в Москві, де посів 6-те місце. Досягнув низки успіхів на міжнародних турнірах, зокрема, двічі виборов титули чемпіона країн балтії (1945, 1965). Серед інших успіхів: Куйбишев 1942 - поділив 3-тє місце (позаду Ісаака Болеславського і Василя Смислова, разом з Олексієм Сокольським і Андором Лілєнталем), Рига 1959 - посів 2-ге місце (разом з Борисом Спаським), Люблін 1971 (посів 1-ше місце).
1950 року ФІДЕ присудила йому титул міжнародного майстра, а в 1987 році – почесний титул гросмейстера (за досягнення минулого). Також (від 1978 року) був міжнародним майстром з заочних шахів. Був відомим і шанованим шаховим суддею, наприклад, 1985 року в Москві судив матч за звання чемпіона світу між Анатолієм Карповим і Гаррі Каспаровим.
За даними ретроспективної рейтингової системи Chessmetrics найсильнішу гру показував у грудні 1945 року, мав тоді 2669 очки і займав 14-те місце в світі, а найвище місце в цьому списку 12-те (в липні 1945 року). Мікенас був також теоретиком шахових дебютів, його ім'я носять варіанти у захисті Беноні і захисті Німцовича, а також система в англійському початку (так звана система Флора-Мікенаса, що виникає після ходів 1.c4 Sf6 2.Sc3 e6 3.e4).